# Betty Boop's Penthouse
Betty Boop's Penthouse es un corto de animación estadounidense de 1933, de la serie de Betty Boop. Fue producido por los estudios Fleischer y distribuido por Paramount Pictures. En él aparecen Betty Boop, Bimbo y Koko el payaso.

## Argumento
En el Laboratorio Experimental de Bimbo, Bimbo y Koko confeccionan una variedad de compuestos y elixires. Sus experimentos científicos se interrumpen cuando ven a Betty vestida con traje de baño tomando una ducha en el techo de su ático. Distraídos contemplando a Betty, se olvidan de que los productos químicos que han mezclado todavía están en ebullición, uno de los cuales se convierte en un monstruo al estilo de Frankenstein. La criatura ve a Betty y cruza el cable del teléfono para amenazarla. Aunque Bimbo y Koko hacen un esfuerzo para evitar que llegue a ella, el monstruo consigue pasar hasta el ático de Betty. 

## Producción
Betty Boop's Penthouse es la décima segunda entrega de la serie de Betty Boop y fue estrenada el 10 de marzo de 1933.